# Basílica del Voto Nacional

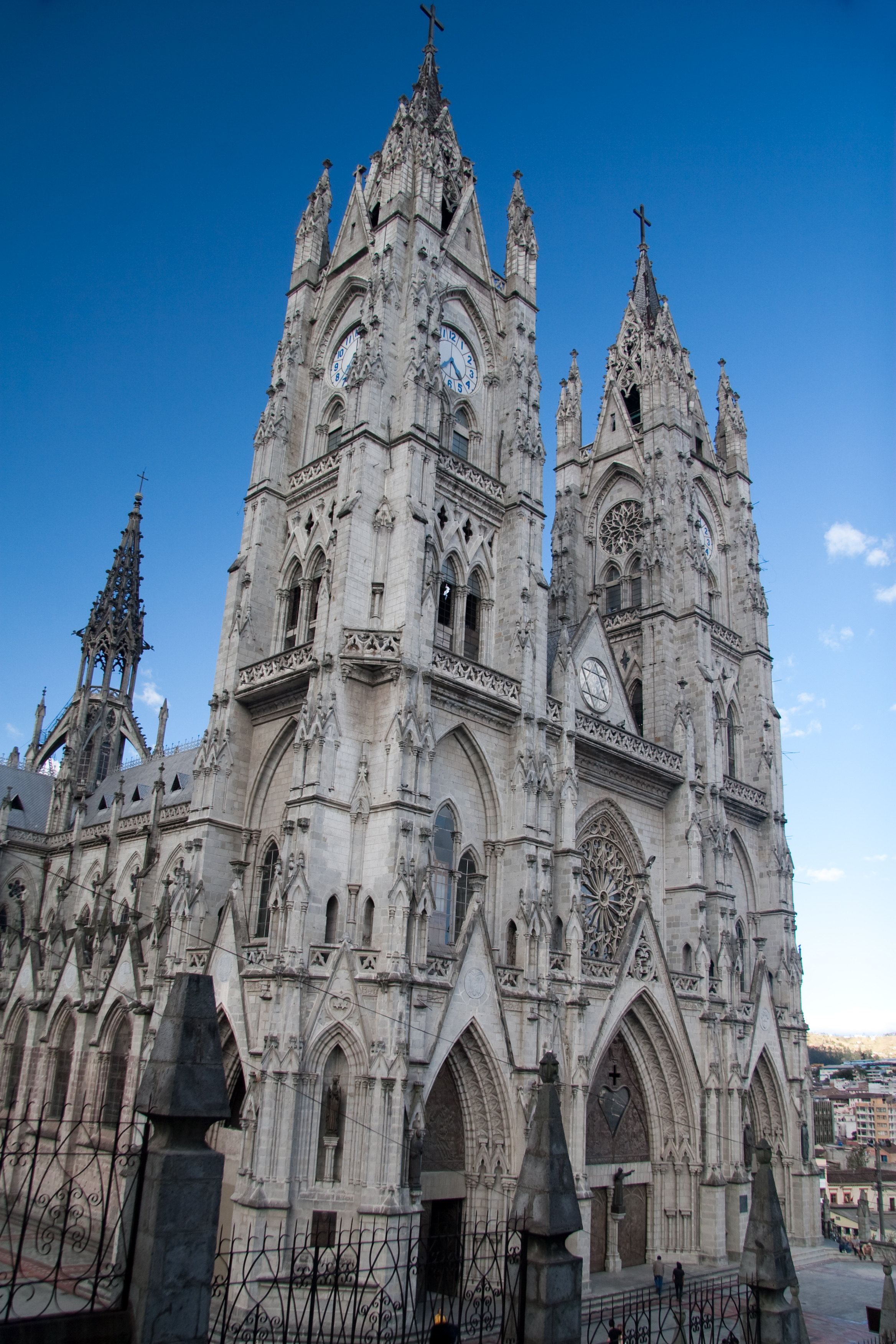
Basílica del Voto Nacional

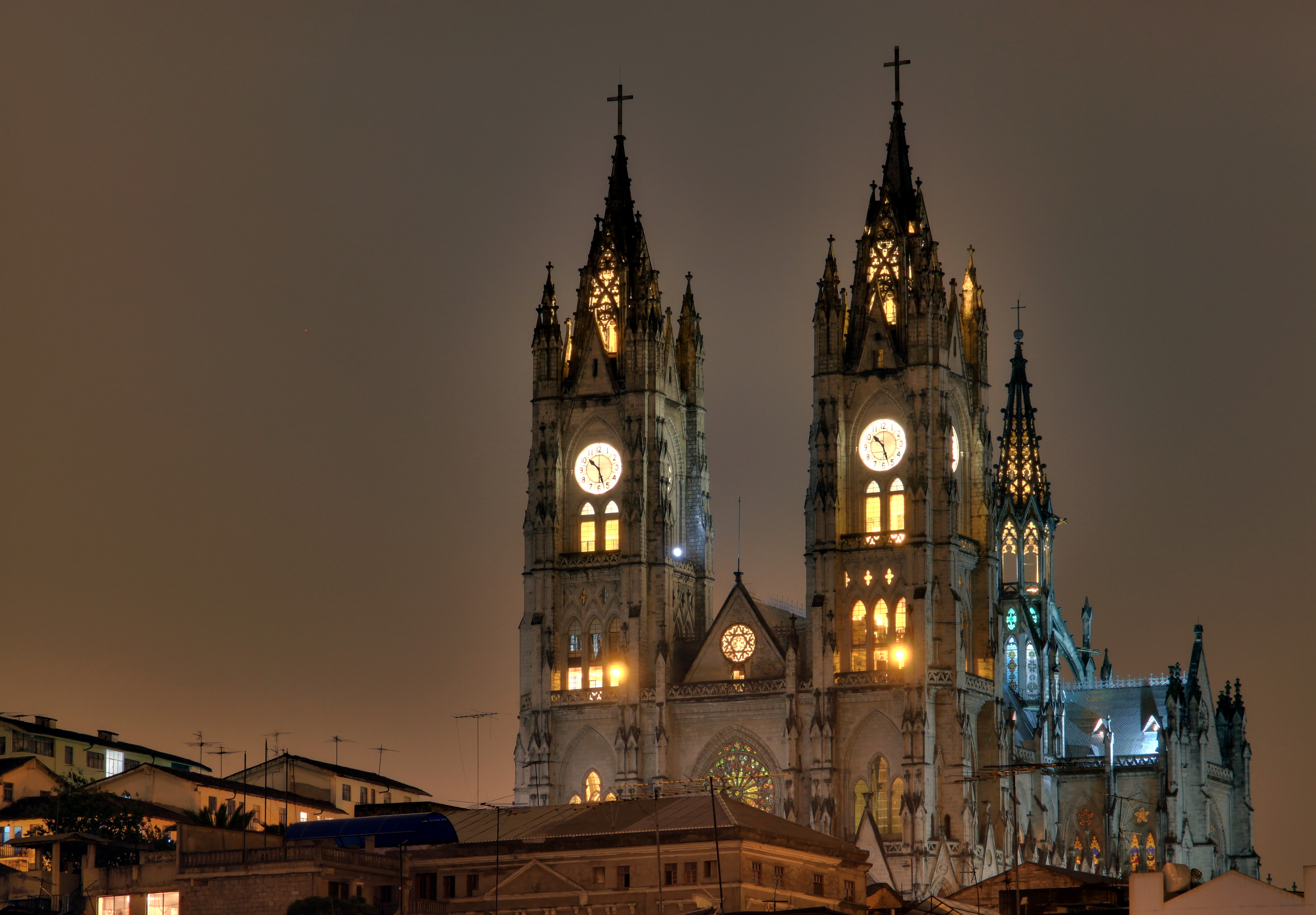
Basílica del Voto Nacional 's nachts.

De Basílica del Voto Nacional (ook: La Basilica) is een rooms-katholieke basiliek in Quito, Ecuador.

## Geschiedenis
De kerk werd gebouwd op initiatief van Julio María Matovelle als symbool van de verering van het Heilige Hart van Jezus in Ecuador. Het project werd uitgevoerd door de Franse architect Emilio Tarlier die van 1890 tot 1896 werkte aan de bouwtekeningen.
De bouw begon op 10 juli 1892. Het gebouw werd geïnaugureerd en gezegend door Paus Johannes Paulus II op 18 januari 1985 tijdens zijn bezoek aan het land. De consecratie van de kerk vond plaats in 1988. Feitelijk is de bouw van de kerk nog niet voltooid. Volgens een legende zal Quito vergaan als de Basílica del Voto Nacional vergaat.

## Kenmerken
Basílica del Voto Nacional is een neogotisch kerkgebouw met twee kerktorens, elk met een hoogte van 115 meter (de hoogste kerktorens in Ecuador). De decoratie van het gebouw bestaat niet uit waterspuwers zoals gebruikelijk maar uit lokale reptielen en amfibieën van Ecuador, zoals gordeldieren, iguana's en schildpadden van de Galapagoseilanden. Het centrale gedeelte van de kerk is 140 meter lang, 35 meter breed en 30 meter hoog.
De kerk bevindt zich op een heuvel ten noordoosten van de oude stad van Quito. Het gebouw kan hierdoor vanuit vrijwel de gehele stad gezien worden.